# 209
Cette page concerne l'année 209  du calendrier julien. Pour l'année 209 av. J.-C., voir 209 av. J.-C. Pour le nombre 209, voir 209 (nombre).
L'année 209 est une année commune qui commence un dimanche.

## Événements
- Campagne de Septime Sévère au nord de la Bretagne. Il traverse le Forth jusqu'à la côte orientale de l’Écosse, aux environs du Moray Firth. Après la construction d'un poste avancée à Carpow, dans la vallée du Tay, Sévère conclut un traité favorable avec les Calédoniens et les Méates. Plus tard dans l'année, l'empereur et son fils Caracalla prennent le titre de Britannicus tandis que Géta est élevé au rang d'Auguste[1].

- En Inde, début du règne de Chandashri, roi Satavahana des Andhra (fin en 219)[2].